# День тишины
Де́нь тишины́ — день накануне дня голосования, в который законодательством запрещается предвыборная агитация.
Любая агитационная деятельность в этот день считается незаконной и влечёт за собой последствия для кандидата или избирательного объединения, в чьих интересах она проводится. Запрет касается всех видов агитации: в день тишины не показываются предвыборные ролики по телевидению, не распространяются газеты и листовки, не проводятся дебаты и встречи с избирателями. Как правило, не снимаются малоформатные стационарные печатные агитационные материалы (например, бумажные листовки), если они были изготовлены и распространены в соответствии с законами до наступления периода запрета агитации. Запрет на агитацию заканчивается и становится нерелевантным после закрытия избирательных участков на всей территории, где проводятся выборы.
День тишины не распространяется на информацию непосредственно о самих проводящихся выборах, призывы принять в них участие, разъяснение законодательных норм и порядка голосования. Такая деятельность осуществляется избирательными комиссиями разного уровня.

## Цель дня тишины
Задача дня тишины — обеспечить каждому избирателю самостоятельность выбора, защитить от любого возможного влияния каких-либо материалов, психологического давления.
Кроме того, параллельно с запретом на предвыборную агитацию вводится и заблаговременный запрет на публикацию результатов опросов общественного мнения, которые могут повлиять на действия избирателей. Публикация заведомо ложных рейтингов кандидатов (манипуляции общественным мнением) и намеренное их занижение или завышение в пользу или во вред какого-либо кандидата (элементы предвыборной агитации), в частности в России не рекомендуются, так как российское законодательство относится к опубликованию результатов опросов как деятельности по информированию избирателей, а не как к предвыборной агитации. Подобные рейтинги и опросы могут и имеют целью исказить свободное волеизъявление. Срок запрета на публикацию опросов и рейтингов превышает один день запрета предвыборной агитации.
В то же время, право избирателей на предвыборную тишину закреплено в законодательстве многих государств, но в ряде стран оно отсутствует. Его не существует, например, в Великобритании, Германии, Швеции и в России с 2021 года.

## Длительность предвыборной тишины
Продолжительность запрета на предвыборную агитацию определяется законодательством страны, в которой проводятся выборы. В России день тишины продолжается последние перед днём голосования сутки, а в ряде, в частности, латиноамериканских стран предвыборная тишина начинается за несколько дней до дня голосования.
Среди прочего, в следующих странах существует запрет на предвыборную агитацию в заключительную стадию избирательной кампании. Его продолжительность до момента наступления дня голосования указана.
| Страна                        | Начало периода тишины                          | Примечания |
| ----------------------------- | ---------------------------------------------- | --- |
| Армения                       | за сутки до выборов                            | |
| Аргентина                     | за двое суток до выборов                       | |
| Австралия                     | за трое суток до выборов                       | запрет на теле- и радиорекламу — с полуночи среды до дня голосования (суббота) |
| Азербайджан                   | за сутки до выборов                            | |
| Барбадос                      | за сутки до выборов                            | |
| Босния и Герцеговина          | за сутки до выборов                            | |
| Болгария                      | за сутки до выборов                            | |
| Хорватия                      | за сутки до выборов                            | |
| Чехия                         | за трое суток до выборов                       | |
| Египет                        | за двое суток до выборов                       | |
| Франция                       | за сутки до выборов                            | |
| Фиджи                         | за двое суток до выборов                       | |
| Венгрия                       | за сутки до выборов                            | |
| Израиль                       | с 19:00 предыдущего дня                        | Опросы запрещены за пять дней до выборов |
| Индия                         | за сутки – двое суток до выборов               | |
| Индонезия                     | за трое суток до выборов                       | |
| Ирландия                      | с 14:00 дня, предыдущего перед голосованием    | |
| Италия                        | за сутки до выборов                            | опросы запрещены за 15 дней до выборов, запрещено произносить имена кандидатов по телевидению за месяц до выборов (за исключением теленовостей и регламентированной предвыборной рекламы) |
| Казахстан                     | за сутки до выборов                            | |
| Республика Беларусь           | не применяется; с 0:00 до 20:00 в день выборов | |
| Республика Северная Македония | за сутки до выборов                            | |
| Мальта                        | за сутки до выборов                            | |
| Черногория                    | за двое суток до выборов                       | |
| Мозамбик                      | за двое суток до выборов                       | запрет на публикацию опросов общественного мнения (рейтингов кандидата) не применяется |
| Непал                         | за двое суток до выборов                       | |
| Новая Зеландия                | не применяется; с 0:00 до 19:00 в день выборов | |
| Пакистан                      | за сутки до выборов                            | |
| Парагвай                      | за двое суток до выборов                       | |
| Филиппины                     | за сутки до выборов                            | если дню голосования предшествует Страстная седмица, запрет вступает в силу в 0:00 Страстного четверга                                                                                    |
| Польша                        | за сутки до выборов                            | |
| Россия                        | за сутки до выборов                            | |
| Сингапур                      | за сутки до выборов                            | существует как «день охлаждения» |
| Сербия                        | за двое суток до выборов                       | |
| Словения                      | за сутки до выборов                            | |
| Испания                       | за сутки до выборов                            | существует как «день размышлений». Публикация опросов запрещена за пять дней до дня голосования, за исключением зарубежных публикаций                                                     |
| Украина                       | за сутки до выборов                            | |
| Уругвай                       | за двое суток до выборов                       | |
| Великобритания                | не применяется; с 0:30 до 22:00 в день выборов | |

## Способы обхода запретов дня тишины
Существуют способы обойти день тишины. Распространённой тактикой является создание кандидатом или партией информационного повода, поскольку предоставление объективной информации в СМИ не относится к агитационной деятельности. Гораздо менее сложным является проведение скрытой агитации через распространение материалов, прямо не призывающих предпочесть ту или иную силу на выборах, но содержащих достаточно прозрачные отсылки к их лозунгам или узнаваемые высказывания их лидеров. Существенно упрощает использование всех подобных способов использование административного ресурса.